# Sofie Hupkens

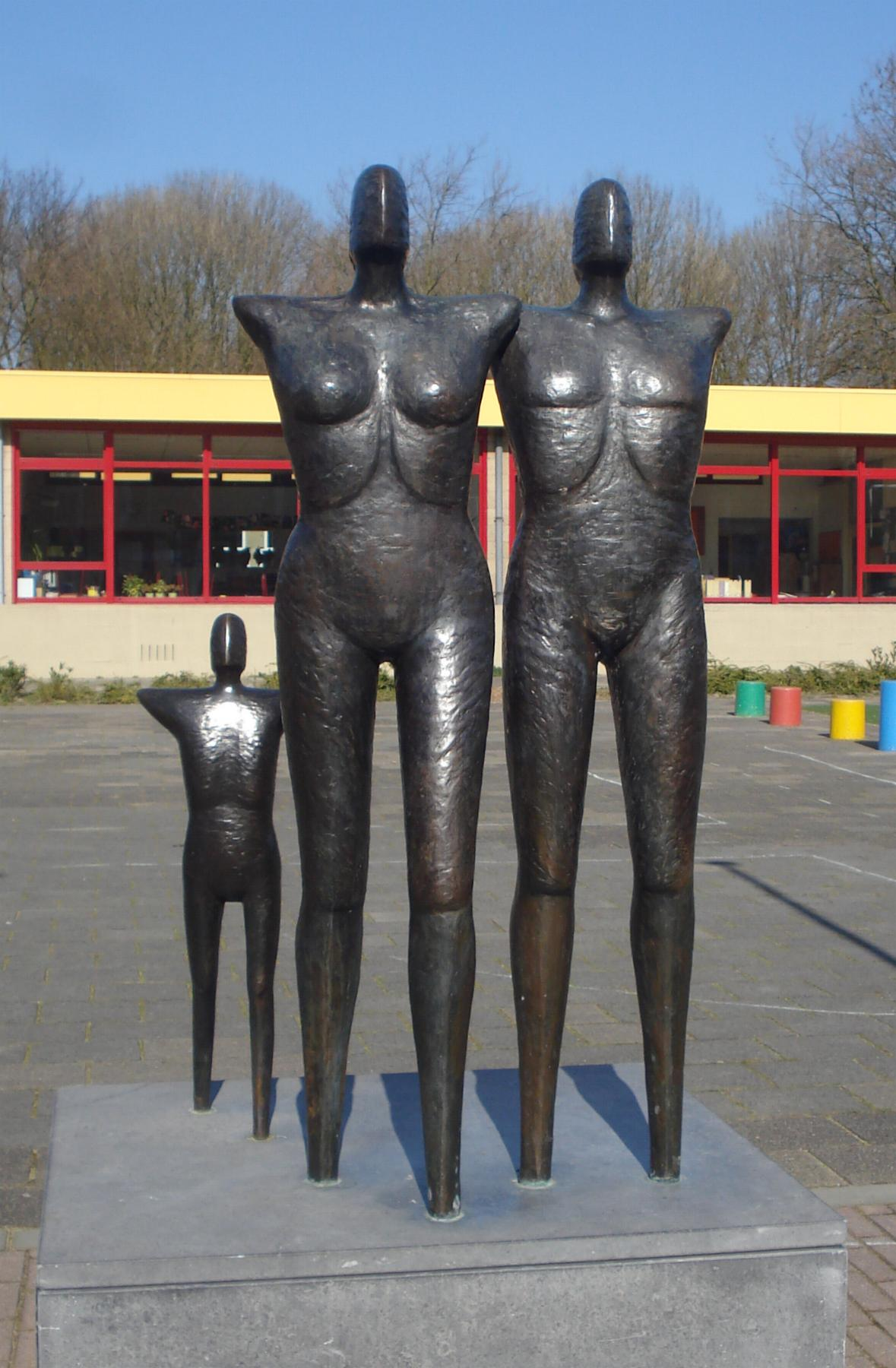
Verzetsmonument, Delft

Sofie Hupkens (São Paulo, 1952) is een Nederlands beeldhouwer.

## Leven en werk
Hupkens studeerde in 1974 af aan de Academie voor Beeldende Kunsten Sint-Joost in Breda en vervolgde haar opleiding bij Arthur Spronken aan de Jan van Eyck Academie in Maastricht. Door een studiebeurs werd ze in staat gesteld aan de afdeling beeldende kunst van de Universiteit van Rio de Janeiro te studeren. Terug in Nederland vestigde ze zich als zelfstandig beeldhouwer in Amsterdam. Sinds 1991 woont en werkt ze in het Friese Bakhuizen, waar ze een atelier heeft met haar man Reinder Homan. Hupkens maakt beelden waar veelal de mens centraal staat. Naast vrij werk maakt zij regelmatig werk voor de openbare ruimte in opdracht van gemeentelijke of regionale overheden. Op de Noordermarkt in Amsterdam staat bijvoorbeeld haar Monument Jordaanoproer, in Delft een herinneringsmonument voor de Tweede Wereldoorlog en in Enkhuizen een monument voor de cartografen Wagenaar en Van Linschoten.

## Exposities
Sofie Hupkens exposeert in binnen- en buitenland, waaronder: Museum Møhlmann in Appingedam, Fries Museum in Leeuwarden, Bonnefantenmuseum in Maastricht en Museu de Arte Moderna in Rio de Janeiro.

## Enkele werken
- Eenheid de sterkste keten (1987), ter herinnering aan het Jordaanoproer, aan de Noordermarkt in Amsterdam
- Lucas Janszoon Waghenaer en Jan Huygen van Linschoten (1988) in Enkhuizen
- Turfboot (1993) in Nijega
- Samenwerking (1997) in Ter Idzard
- Monnik Uffing (1997), in Workum
- Verzetsmonument Hun verzet onze vrijheid (1988), in Delft.

## Afbeeldingen

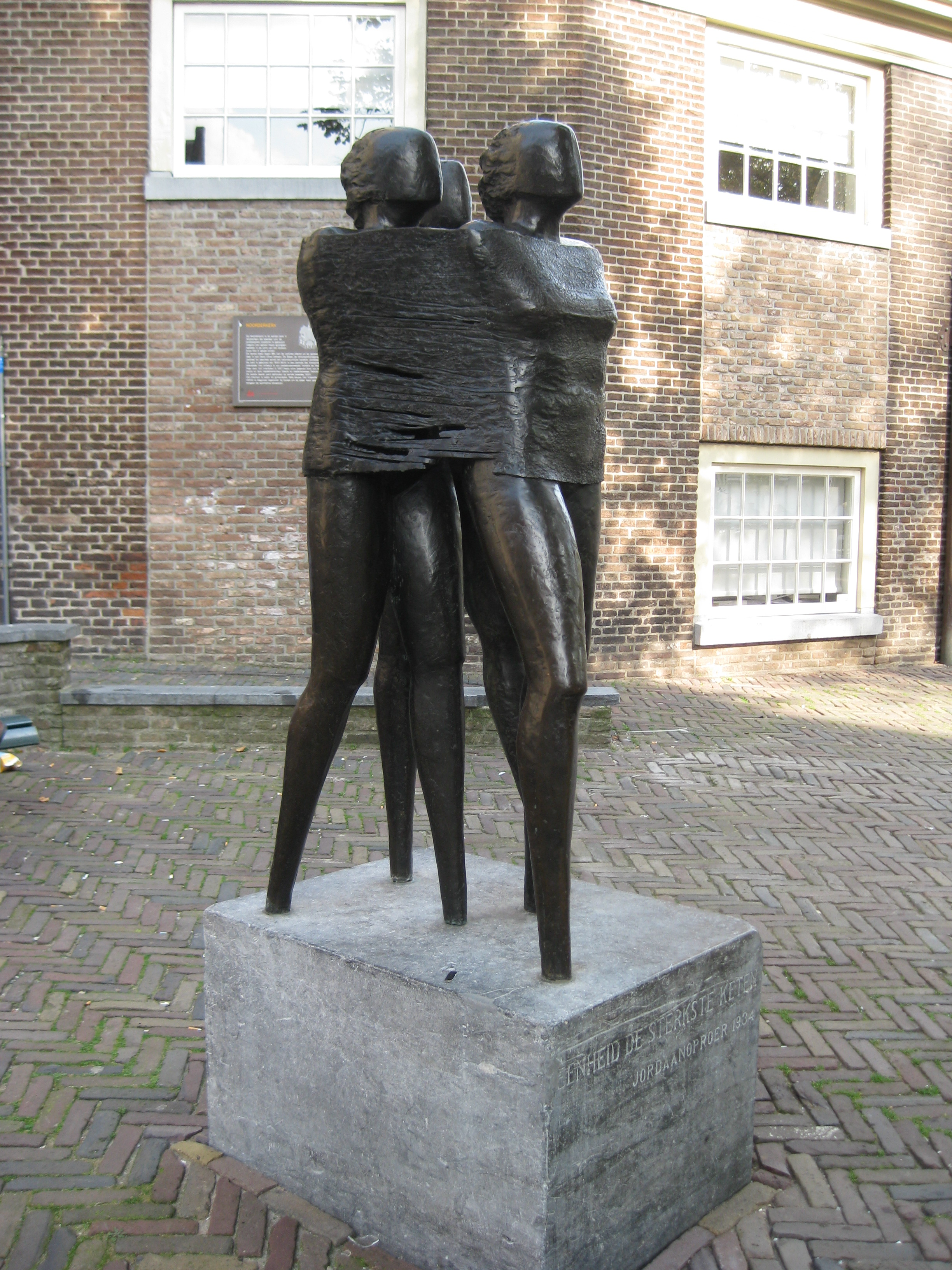
Eenheid de sterkste keten (Noordermarkt, Amsterdam)
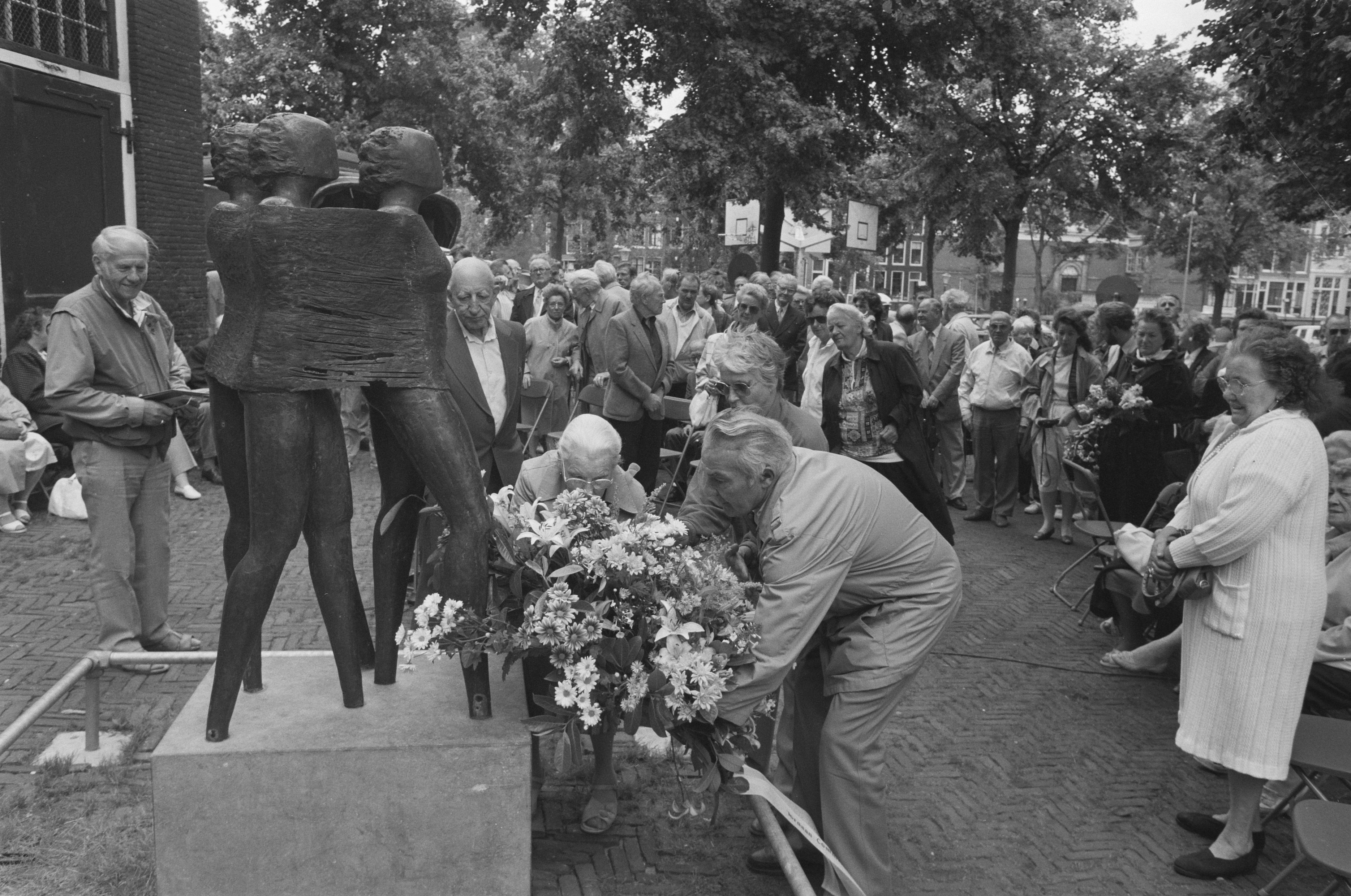
Herdenking van het Jordaanoproer bij het monument door Hupkens.
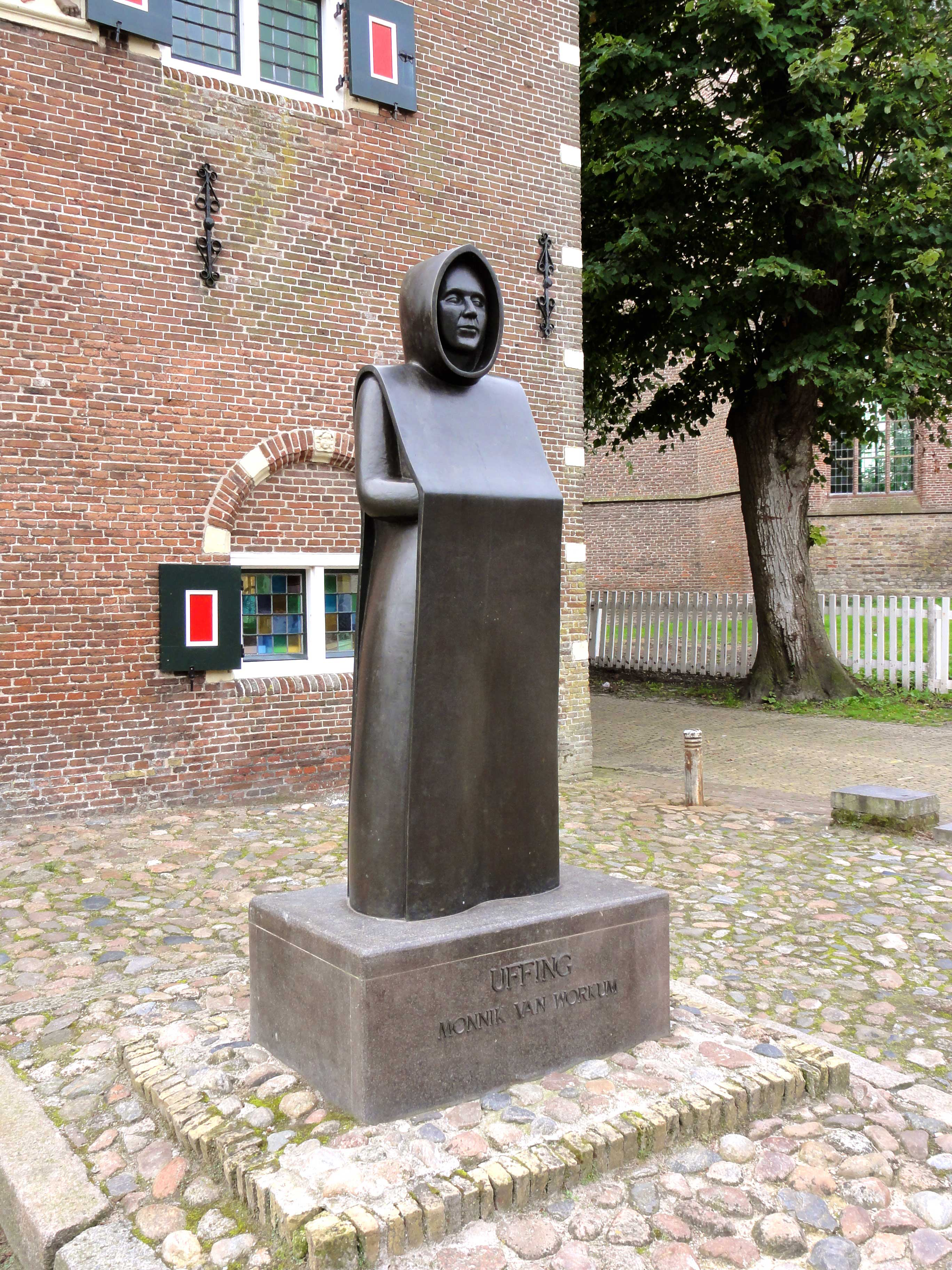
Uffing (Workum)
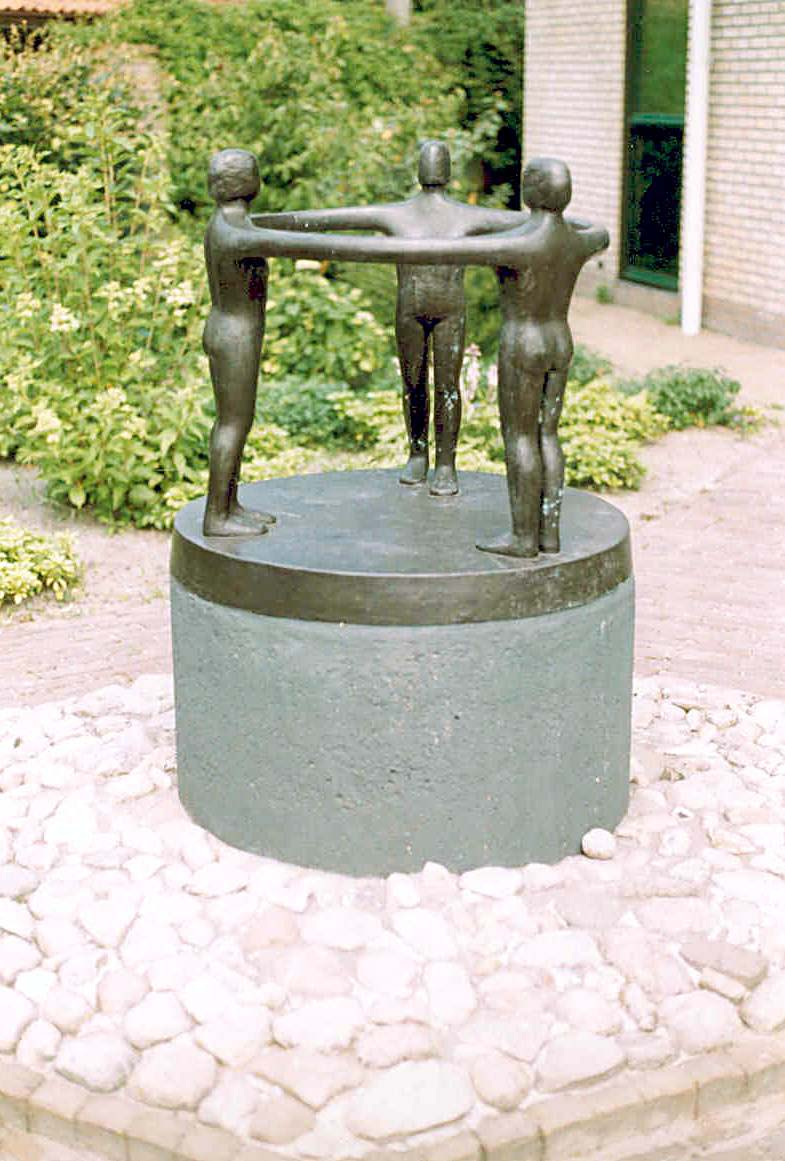
Samenwerking (Ter Idzard)

- International Standard Name Identifier: 0000 0003 8790 7627
- Nederlandse Thesaurus van Auteursnamen: 151288755
- RKD-Nederlands Instituut voor Kunstgeschiedenis: 40681
- Virtual International Authority File: 281011848
- WorldCat: E39PBJkdrmXm6Ht7qXXht6w6Kd